# Continental Motor Car Company
Continental Motor Car Company war ein US-amerikanischer Hersteller von Automobilen.

## Unternehmensgeschichte
Das Unternehmen wurde 1907 in Chicago in Illinois gegründet. Im gleichen Jahr begann die Produktion von Automobilen. Der Markenname lautete Continental Roadster. Noch 1907 endete die Produktion.

## Fahrzeuge
Im Angebot stand nur ein Modell. Der Zweizylindermotor war wahlweise luftgekühlt oder wassergekühlt. Er leistete 12 PS. Er trieb über ein Planetengetriebe und eine Kardanwelle die Hinterachse an. Das Fahrgestell hatte 229 cm Radstand. Einzige Karosserievariante war ein zweisitziger Roadster.